# Horní Blatná
Město Horní Blatná (německy Bergstadt Platten) je město v okrese Karlovy Vary, kraj Karlovarský. Nachází se ve vrcholových partiích Krušných hor, asi 20 km severně od Karlových Varů a 5 km od hranice s Německem. Žije zde 382 obyvatel. Historické jádro města patří k nejzachovalejším v Krušných horách a je městskou památkovou zónou.

## Historie

### Založení města

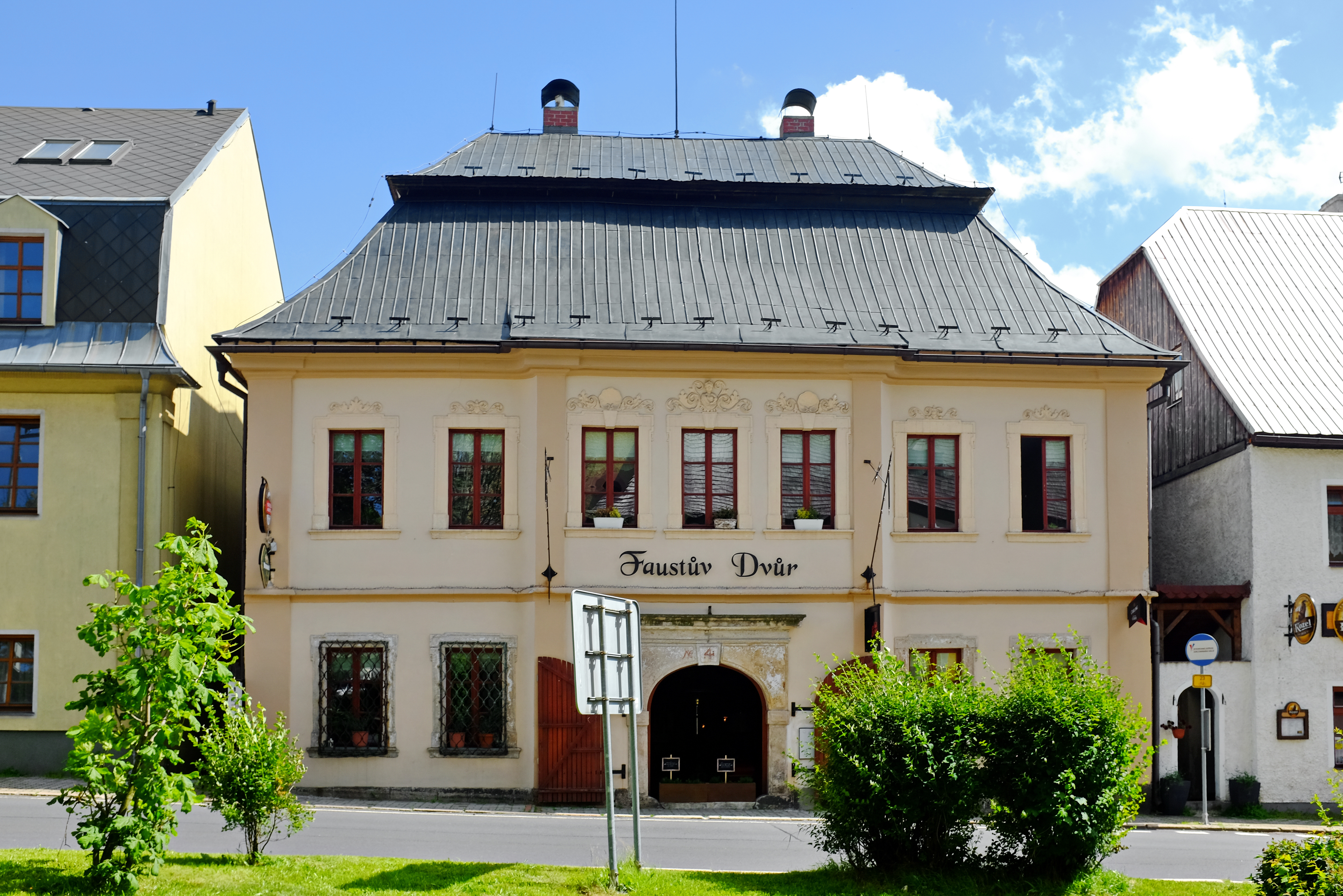
Měšťanský dům čp. 4 na náměstí

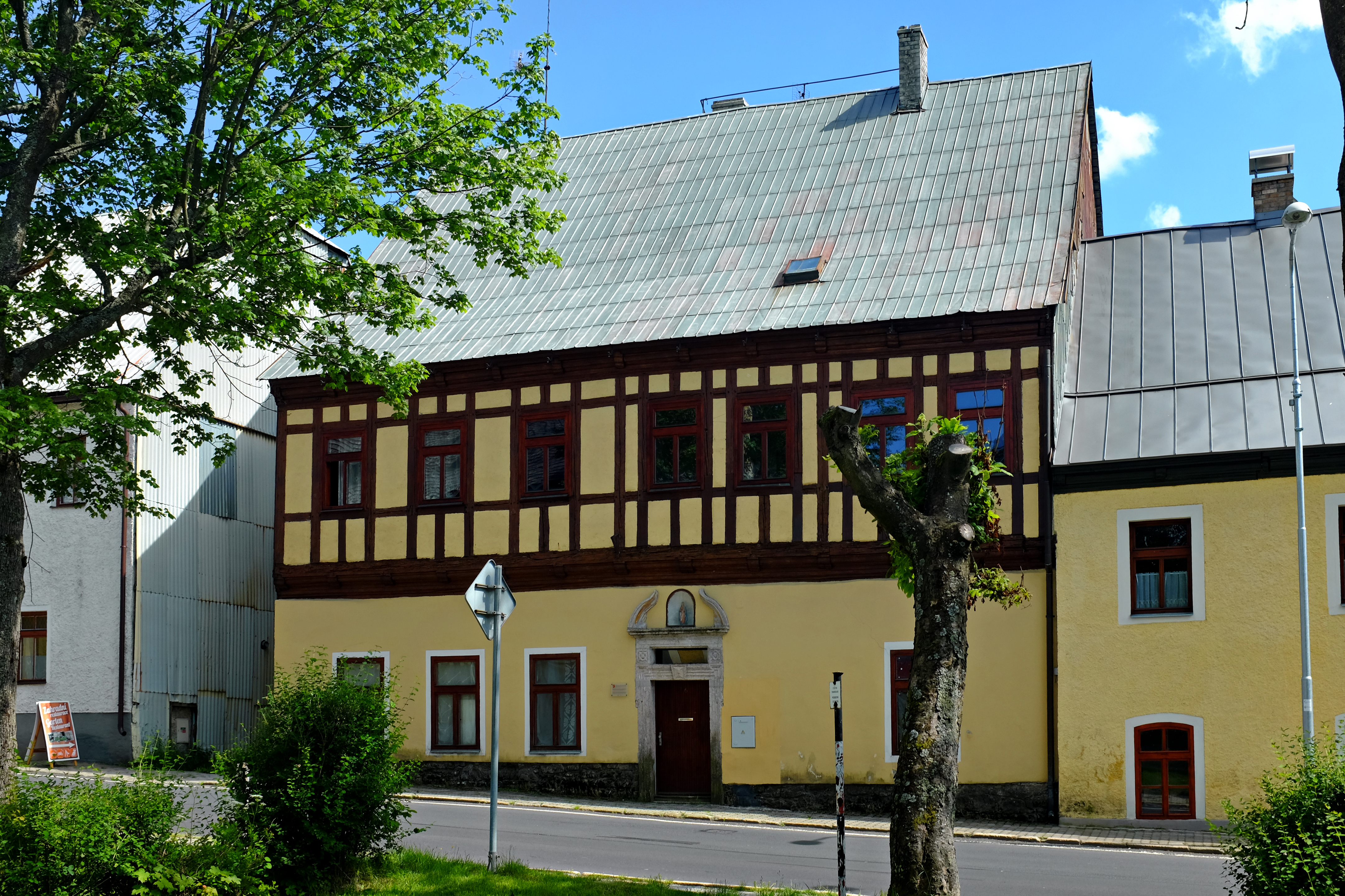
Měšťanský dům čp. 6 na náměstí

Část Krušných hor v okolí Horní Blatné patřila k schwarzenberskému panství, nazvaného podle města Schwarzenberg v Sasku. V roce 1212 daroval německý král Friedrich II. toto území českému králi Přemyslu Otakaru I. a panství se stalo součástí českého království. Roku 1459 dostala území jako věno Zdenka Česká, dcera Jiřího z Poděbrad, když se ve svých deseti letech formálně provdala za saského vévodu Albrechta III. Od té doby panství patřilo až do roku 1546 k Sasku. V roce 1532 stála na místě města u cínových dolů jen malá hornická osada. O rok později schwarzenberské panství koupil kurfiřt Jan Fridrich od pánů z Tetova a osadě povolil vlastního perkmistra, čímž získala nezávislost na hornické správě saského Schneebergu.
V roce 1534 začalo na místě osady vyrůstat město Horní Blatná. Jádrem města se stalo obdélné náměstí s rozměry 110 × 96 metrů, na které navazovala šachovnicovitá síť ulic. Vyměřeno bylo 199 parcel, na nichž bylo do roku 1535 postaveno padesát domů. Zároveň se založením dostalo město v roce 1534 vlastní horní řád, právo týdenního trhu a bylo mu povoleno postavit dřevěný kostel, dokončený roku 1542, a špitál.
Dne 14. října 1546 uzavřel král Ferdinand I. dohodu s Mořicem Saským, kterou Mořic postoupil část schwarzenberského panství s městy Horní Blatná a Boží Dar zpět českému království. O dva roky později panovník povýšil Horní Blatnou na královské horní město a udělil mu znak. Město v té době prosperovalo díky těžbě cínu a koncem šedesátých let šestnáctého století v něm žilo asi 2 000 obyvatel, z nichž se několik stovek živilo hornictvím. Kromě cínu se v blízkém okolí těžilo také stříbro a železná ruda.
Ve druhé polovině šestnáctého století začala těžba upadat. Snížila se poptávka po cínu, snadno dostupná ložiska byla vyčerpána, a náklady na provoz dolů vzrůstaly. Zároveň se rozvíjela zpracovatelská výroba zastoupená mlýny a sklářskými hutěmi zaměřenými na výrobu kobaltové modři. V roce 1608 tak v dolech pracovalo jen 47 horníků, ale na Blatenském potoce fungovalo pět mlýnů a šestý stál v Luzích. V roce 1570 povolil císař Maxmilián II. zřídit na Blatenském potoce u hranice se Saskem městský hamr.

### Úpadek
Během třicetileté války město upadalo a velmi těžce ho postihlo vystěhování přibližně sta nejbohatších obyvatel, kteří odmítli přestoupit na katolickou víru. Koncem šestnáctého století totiž byla většina obyvatel města evangelického vyznání. V době pobělohorské bylo trestné číst nebo vlastnit bratrskou Bibli kralickou, která byla na indexu zakázaných knih. V dobách násilné rekatolizace si prozíraví měšťané z Horní Blatné připravovali svá útočiště na saské straně hranice. Když v roce 1653 rekatolizační komisař Schönfeld z obce vykázal pro výstrahu dvacet protestantských rodin, tak pět z nich už mělo postaveno domy na nedalekém kopci Fastenbergu. Tam v roce 1654 položilo 39 exulantských rodin základy nového horního města Johanngeorgenstadt. V témže roce je následovaly rodiny z Abertam, Perninku, Božího Daru, Kraslic i odjinud.

### Novodobé dějiny

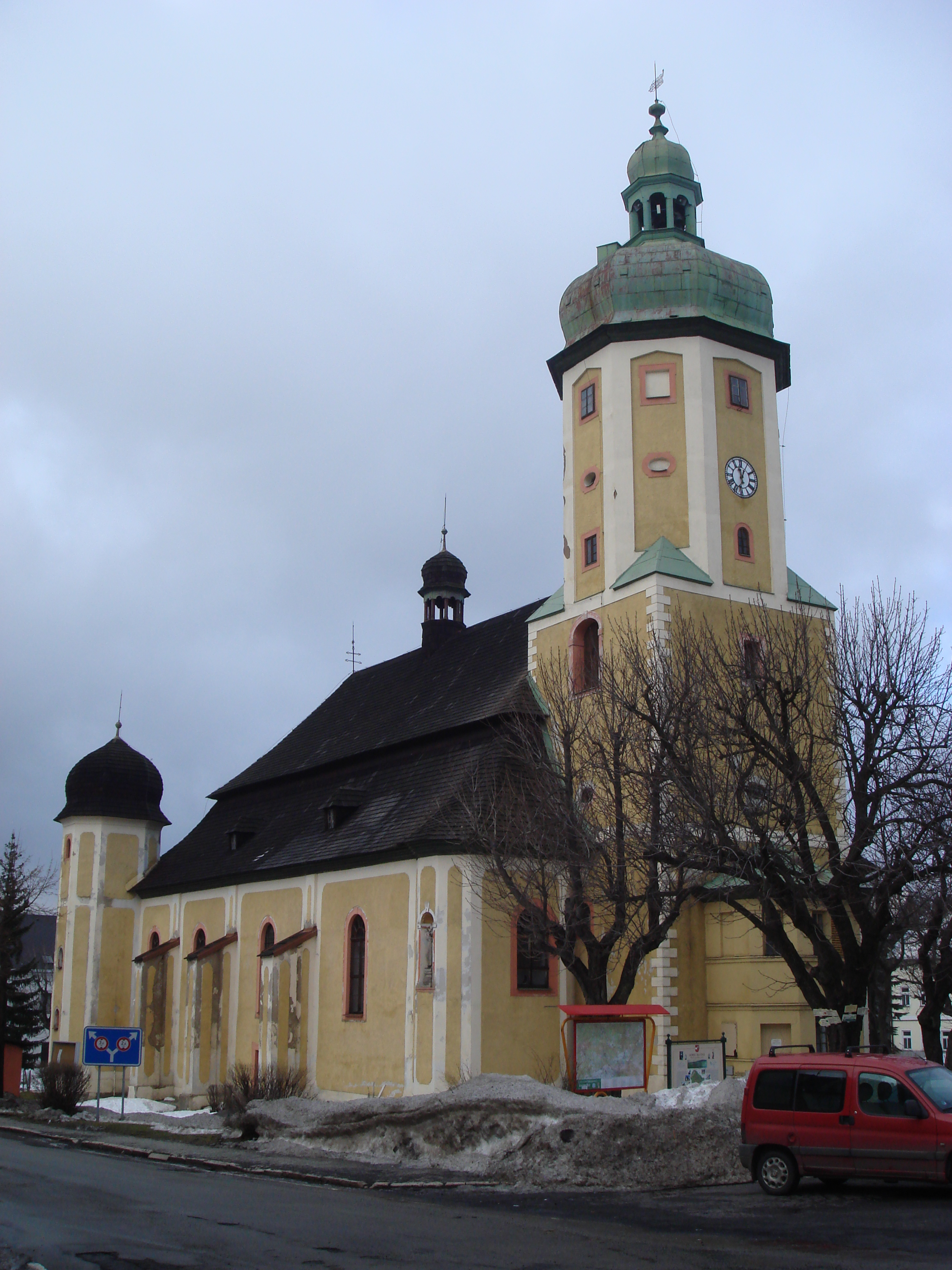
Kostel svatého Vavřince

Obnovit doly se po třicetileté válce nedařilo a většího významu nabylo rýžování cínovce ze sekundárních ložisek. Nové doly byly otevřeny až v osmnáctém století, ale dřívějších výnosů nedosáhly. Většího významu nabylo dobývání kobaltové rudy v opuštěných stříbrných dolech v údolí Černé. K dalším zdrojům příjmů v té době patřilo lesnictví, výroba krajek a od poloviny devatenáctého století také rukavičkářství. V roce 1799 založil Franz Kerl manufakturu na výrobu lžic a plechového nádobí. Podnik, který se z ní vyvinul, fungoval až do roku 1949.
Vlastní poštovní úřad měla Horní Blatná od roku 1837 a od roku 1850 byla sídlem soudního okresu. V roce 1898 byl zprovozněn úsek železniční trati Karlovy Vary – Johanngeorgenstadt z Karlových Varů a o rok později byla trať prodloužena do německého Johanngeorgenstadtu.
Po druhé světové válce byla v letech 1945–1946 většina německých obyvatel vysídlena. Město se podařilo částečně dosídlit a noví obyvatelé začali pracovat v lesním závodě, v podniku na výrobu kuchyňského nádobí a v malé textilní továrně.
Horní Blatná je výchozím bodem pro pěší turistiku, cyklistiku a běh na lyžích.

### Hornictví

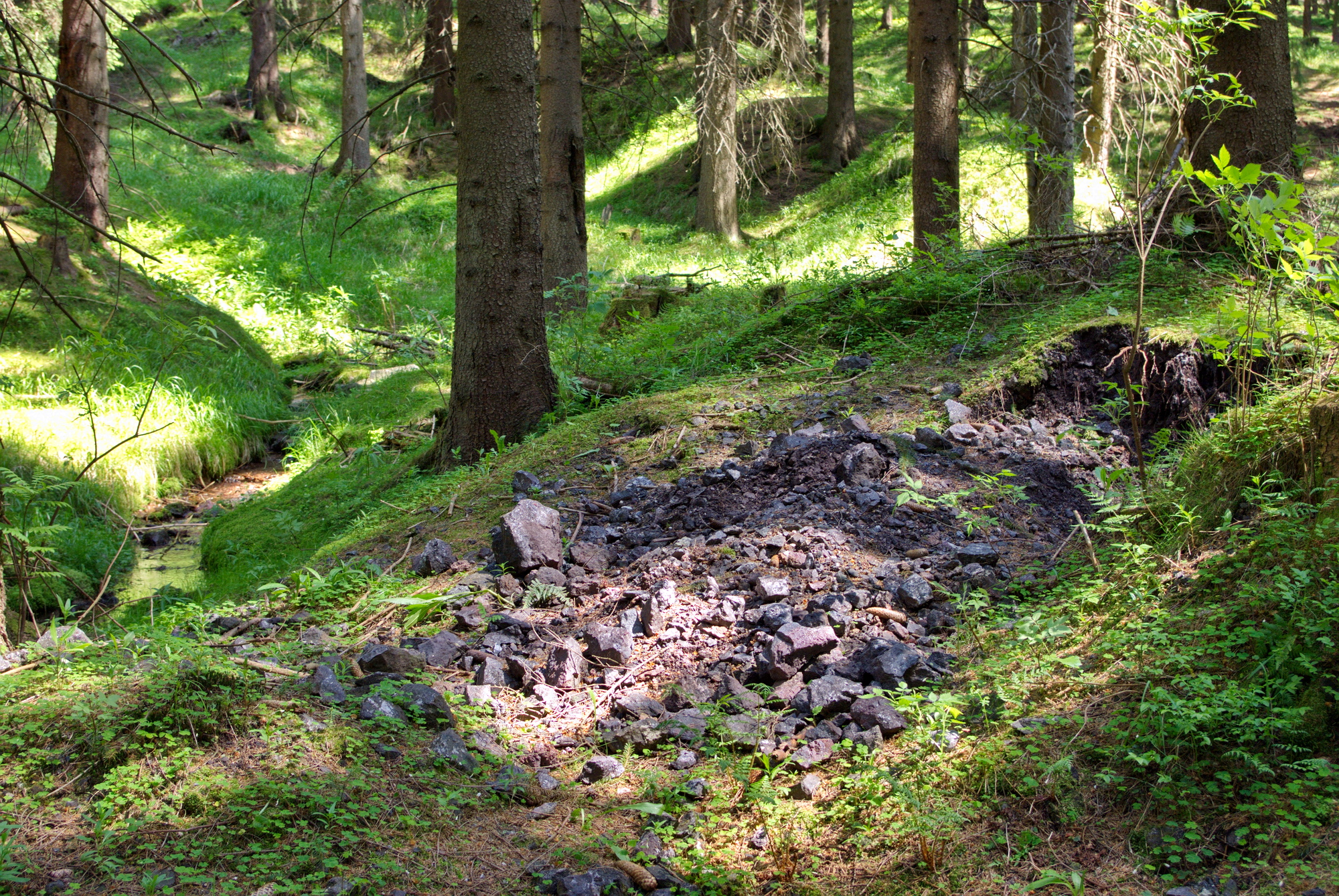
Haldy Segen Gottes

Hlavní surovinou dobývanou v okolí Horní Blatné byl cín, ale těžily se také rudy železa, manganu a v menším množství stříbra, kobaltu a uranu. Nejstarší doklady o rýžování cínu v okolní krajině pochází z poloviny čtrnáctého století. Po založení města vznikla řada dolů v jeho sousedství i přímo ve městě, ale k hornickému revíru patřily také doly u Pískovce, Luhů, Bludné, Hájů, Pily, Podlesí a Stráně. Ložiska byla otevírána malými doly, v nichž zpočátku pracovali dva až čtyři horníci. Teprve později docházelo k jejich spojování do větších děl, která zaměstnávala deset až patnáct lidí.
Zatímco v roce 1541 revír vyprodukoval 21 tun cínu, o šest let později to bylo 38 tun. Celková produkce revíru v období 1535–1621 se odhaduje na 4 000 tun cínu. Těžbě stříbra se ve druhé polovině šestnáctého století soustředila do údolí Černé. Nejspíše už tehdy byl zároveň se stříbrem získáván i kobalt, jehož výnosy v osmnáctém a devatenáctém století převyšovaly zisky z cínu.
V roce 1660 fungovalo jen jedenáct cínových dolů a stejný počet rýžovišť. V osmnáctém století byly otevírány nové doly, z nichž mezi velké podniky patřil důl Konrád založený roku 1719. Dosáhl hloubky až 160 metrů a jen v něm se mezi lety 1740–1773 vyprodukovalo osm set tun cínu. Opuštěn byl v roce 1790 a během dalších šesti let došlo k jeho celkovému zatopení. O něco déle fungoval důl Gabriel (do roku 1809) a obecní důl Vavřinec na Blatenském vrchu. V jejich místech se těžilo už v šestnáctém století, ale starší doly dosáhly jen hloubky 35 metrů. V osmnáctém století byl důl Vavřinec prohlouben do hloubky 85 metrů a v letech 1781–1817 poskytl 226 tun cínu. Definitivně byl uzavřen v roce 1837.

## Přírodní poměry

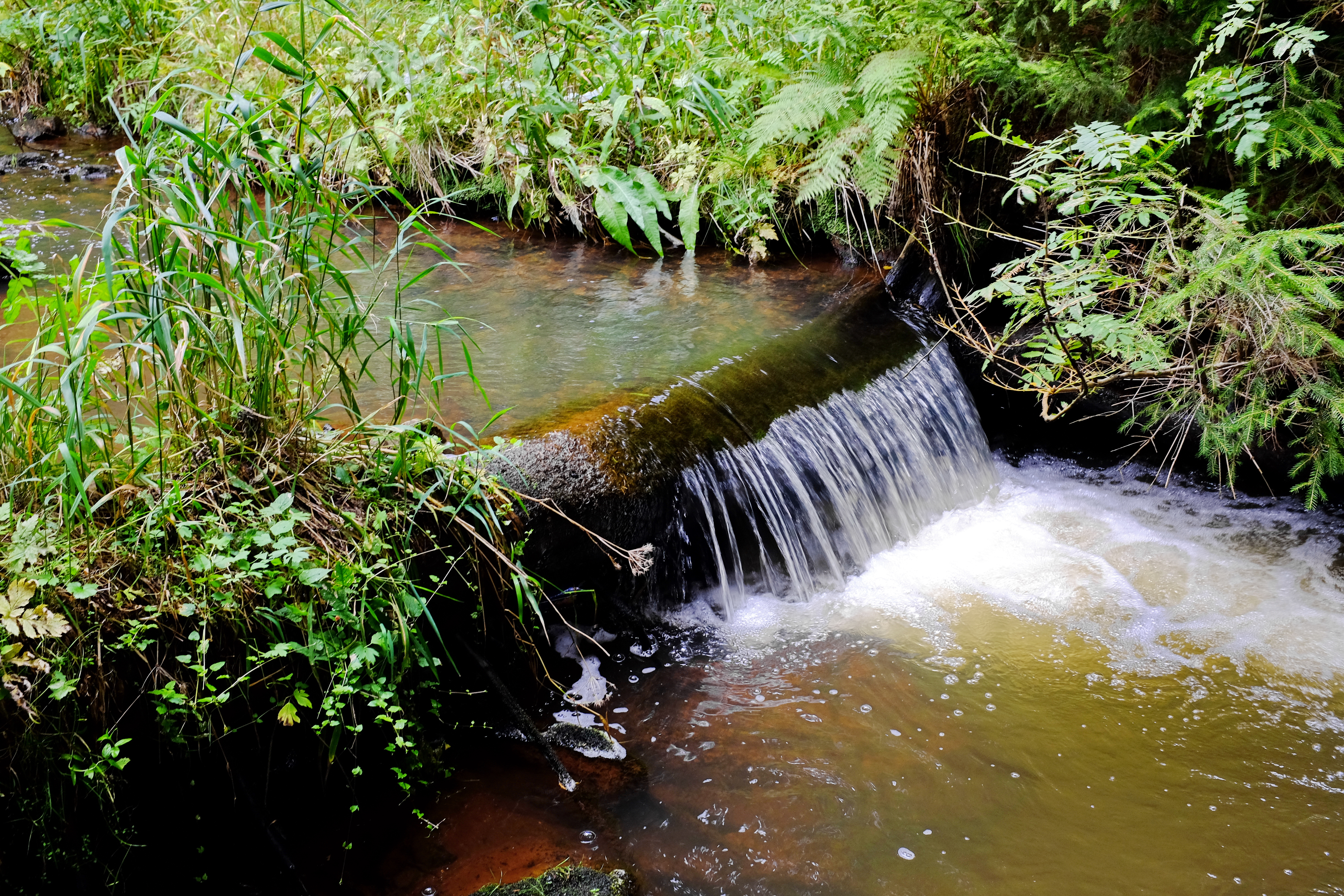
Blatenský potok

Rudná ložiska v okolí Horní Blatné jsou vázána na blatenský žulový masívek, který je součástí karlovarského žulového masívu. Žulové magma během hercynského vrásnění pronikalo do usazených hornin spodního paleozoika, které metamorfovalo na fylity, svory a ruly. V následujícím období postupovaly puklinami v horninách horké roztoky. Podél nich se horniny přeměňovaly kontaktní metamorfózou na téměř svislá deskovitá greisenová tělesa obohacená kasiteritem. Jejich mocnost se kolem Horní Blatné pohybuje od několika centimetrů do tří metrů. Vyskytovala se a byla těžena na Blatenském vrchu, na Jelením vrchu, u Stráně, Bludné nebo na Sněžné hůrce a vrchu Rudná u Potůčků. Z chladnějších roztoků vznikala ložiska stříbra, kobaltu, bismutu a uranu. Nacházela se v údolí Černé a u osad Pila nebo Háje.
Na Jelení a Vlčí hoře západně od města a mezi Bludnou a Luhy vznikla ložiska železa a manganu na zlomech tzv. bludenské poruchy. Kromě křemenu v nich k hlavním minerálům patří hematit a pyroluzit.
Do katastrálního území Horní Blatná zasahuje část ptačí oblasti Západní Krušné hory.

## Obyvatelstvo
Při sčítání lidu v roce 1921 zde žilo 2 163 obyvatel (z toho 961 mužů), z nichž bylo čtrnáct Čechoslováků, 2 090 Němců, jeden příslušník jiné národnosti a 58 cizinců. Kromě 62 evangelíků a dvou lidí bez vyznání byli římskými katolíky. Podle sčítání lidu z roku 1930 mělo město 2 341 obyvatel: 29 Čechoslováků, 2 228 Němců, jednoho příslušníka jiné národnosti a 83 cizinců. Výrazně převažovala římskokatolická většina, ale 77 lidí bylo evangelíky, pět patřilo k církvi československé, jeden k jiné nezjišťované církvi a šestnáct lidí bylo bez vyznání.
|           | 1869  | 1880  | 1890  | 1900  | 1910  | 1921  | 1930  | 1950  | 1961 | 1970 | 1980 | 1991 | 2001 | 2011 | 2021 |
| --------- | ----- | ----- | ----- | ----- | ----- | ----- | ----- | ----- | ---- | ---- | ---- | ---- | ---- | ---- | ---- |
| Obyvatelé | 2 213 | 2 340 | 2 524 | 2 771 | 2 749 | 2 163 | 2 341 | 1 098 | 813  | 582  | 448  | 367  | 468  | 474  | 349  |
| Domy      | 231   | 250   | 254   | 263   | 254   | 250   | 279   | 311   | 182  | 135  | 114  | 99   | 119  | 124  | 128  |

## Městská správa
Mezi lety 1869–1980 Horní Blatná byla městem a později obcí v okrese Jáchymov (1869–1900), poté v okrese Nejdek (1910–1930), poté v okrese Karlovy Vary-okolí (1950) a později v okrese Karlovy Vary. Od 1. ledna 1981 do 28. února 1990 patřila jako část obce k Perninku a od 1. března 1990 je opět samostatnou obcí. Od 23. ledna 2007 byl obci vrácen status města.

### Městské symboly
Vlajka byla městu udělena rozhodnutím předsedy Poslanecké sněmovny Parlamentu České republiky dne 27. února 2004.

## Pamětihodnosti
Na západním úpatí Blatenského vrchu se nachází Černé jezírko, které původně sloužilo jako vyrovnávací nádrž Blatenského vodního příkopu. Jihozápadně od něj bývaly štoly dolu Konrád a severně od nádrže je patrné ústí štoly Vavřinec, která zpřístupňovala hlubší partie ložiska Wolfgang.
- Kulturní památky:
  - Kostel svatého Vavřince
  - Kaple svatého Kříže

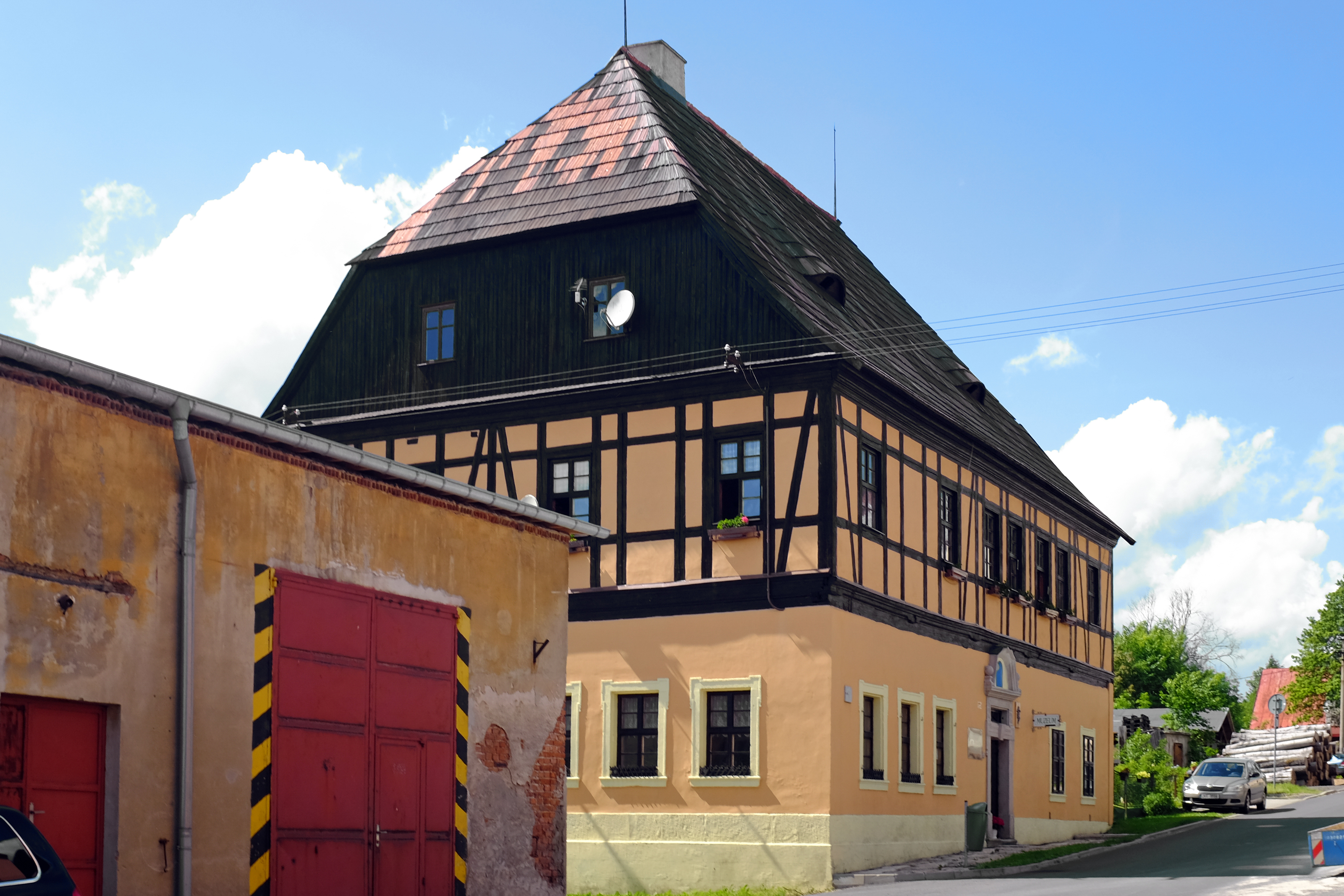
Dům čp. 127

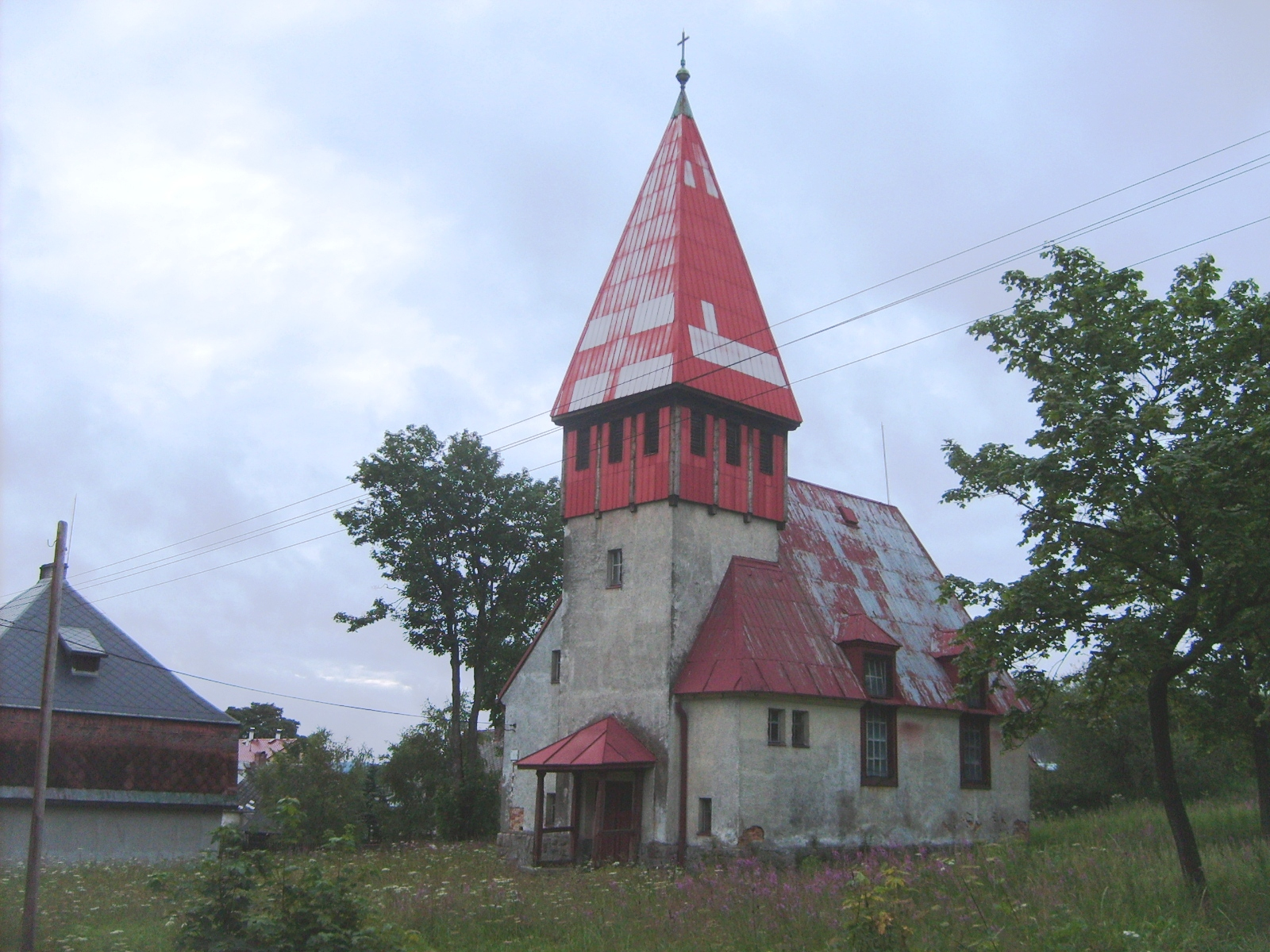
Evangelický kostel

  - Výklenková kaplička svatého Kříže
  - Socha svatého Josefa
  - Socha svatého Vojtěcha
  - Sousoší Piety
  - Sloup se sochou svatého Jana Nepomuckého
  - Fara, Komenského 2
  - Měšťanský dům, Nám. Sv. Vavřince 6
  - Měšťanský dům, Nám. Sv. Vavřince 4
  - Měšťanský dům čp. 127 je sídlem hornoblatenského muzea
  - Rodinný dům, Úzká 113
  - Městský dům, Hamerská 29
  - Městský dům, Hamerská 28
- Ostatní pamětihodnosti:
  - Evangelický kostel
  - Stará štola, důl

## Osobnosti

### Čestní občané
- Josef Florian Vogl – starosta Horní Blatné a od roku 1877 do 1893 poslanec Českého zemského sněmu.

### Rodáci
- Felix Mießl (1778–1861) – starosta města Wiener Neustadt a zakladatel obce Felixdorf
- Abraham Wenzel Löbel – jeden ze zakladatelů Johanngeorgenstadtu byl v letech 1656–1666 jeho purkmistrem a zasloužil se o to, že v roce 1662 byl v tomto městě zřízen horní úřad.